# Zonder titel (Rein Jelle Terpstra)
Op de blinde zuidelijke zijgevel van flat Groeneveen in Amsterdam-Zuidoost is een titelloos artistiek kunstwerk te zien. Het wordt zowel omschreven als Schotels, Spiegels, maar ook als monument.
Kunstenaar Rein Jelle Terpstra was/is gefascineerd door het gebruik van pailletten, versierselen aangebracht op kleding binnen welke cultuur dan ook. Het beeld is dan ook deels een verwijzing naar de multiculturele samenleving in Amsterdam-Zuidoost. Hij vertaalde de pailletten naar een soort spiegels op de blinde zuidelijke gevelwand van flat Groeneveen. Kijkend naar het beeld dat hoog in de gevel is aangebracht zie je in de weerkaatsing de omgeving met flats, parken, eigenlijk het complete landschap terug. Een andere functie van de paillette, amulet, zou de omgeving moeten vrijwaren van (verder) ongeluk. 
Groeneveen was namelijk samen met Klein Kruitberg een flat, die getroffen werd door de Bijlmerramp. De kunstenaar wilde er niet rechtstreeks naar verwijzen, maar verpakte het in ruimere zin. Het heeft een tweeledige werking. Het haalt de omgeving binnen, maar weerkaatst die ook naar buiten. Anderen vonden het een verwijzing naar de vele schotelantennes, die hier ten tijde van kabeltelevisie te zien waren. 
Volgens de site van de kunstenaar bestaat het kunstwerk uit achtendertig roestvaststalen schalen waarop hier en daar zwarte folie waarop zelf beelden zijn aangebracht. Het kwam tot stand met steun voor het Amsterdamse Fonds voor de Kunst en woningcorporatie Patrimonium, dat opging in Rochdale.